# Höfen (Oberstaufen)

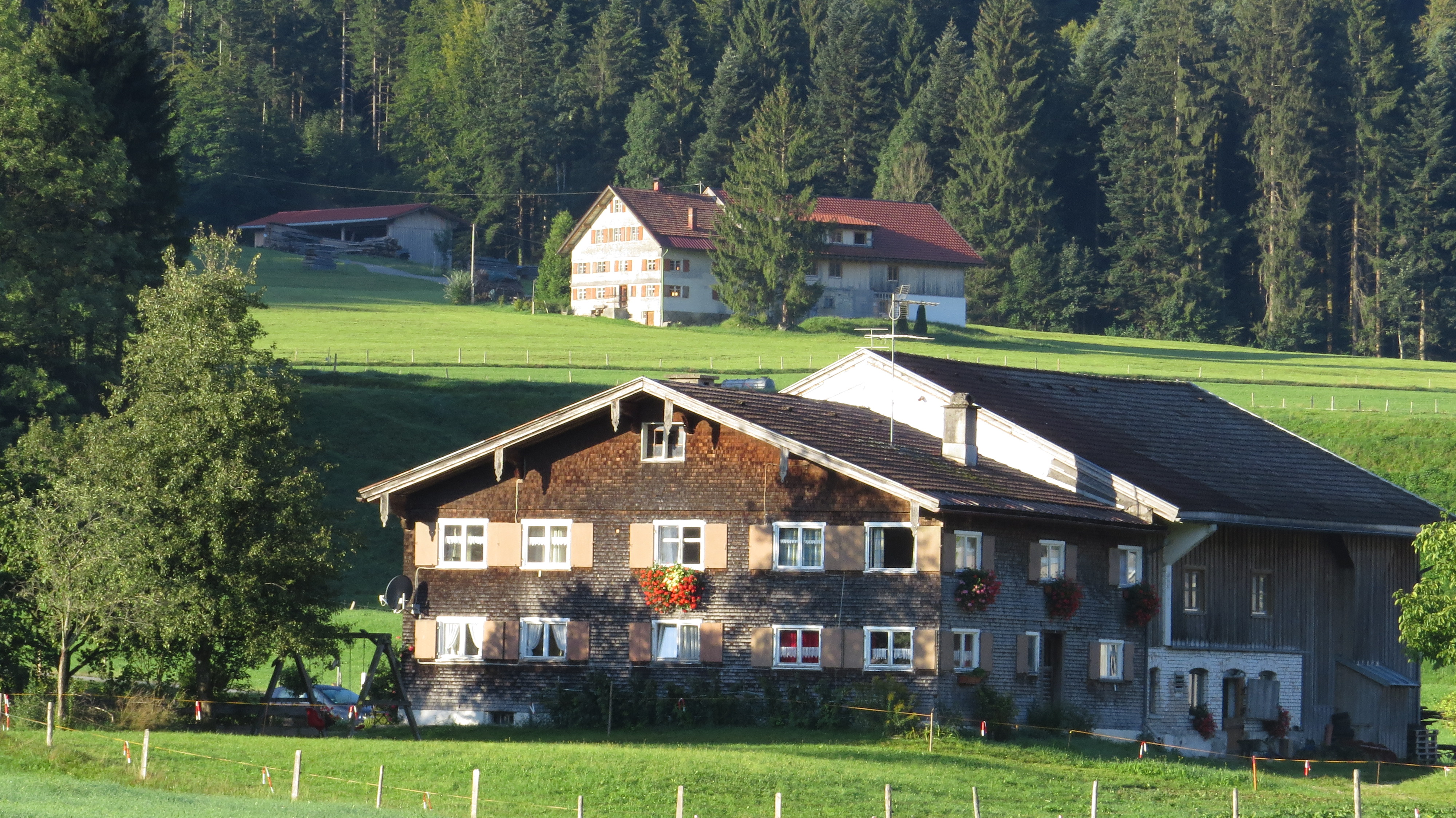
Baudenkmal in Höfen

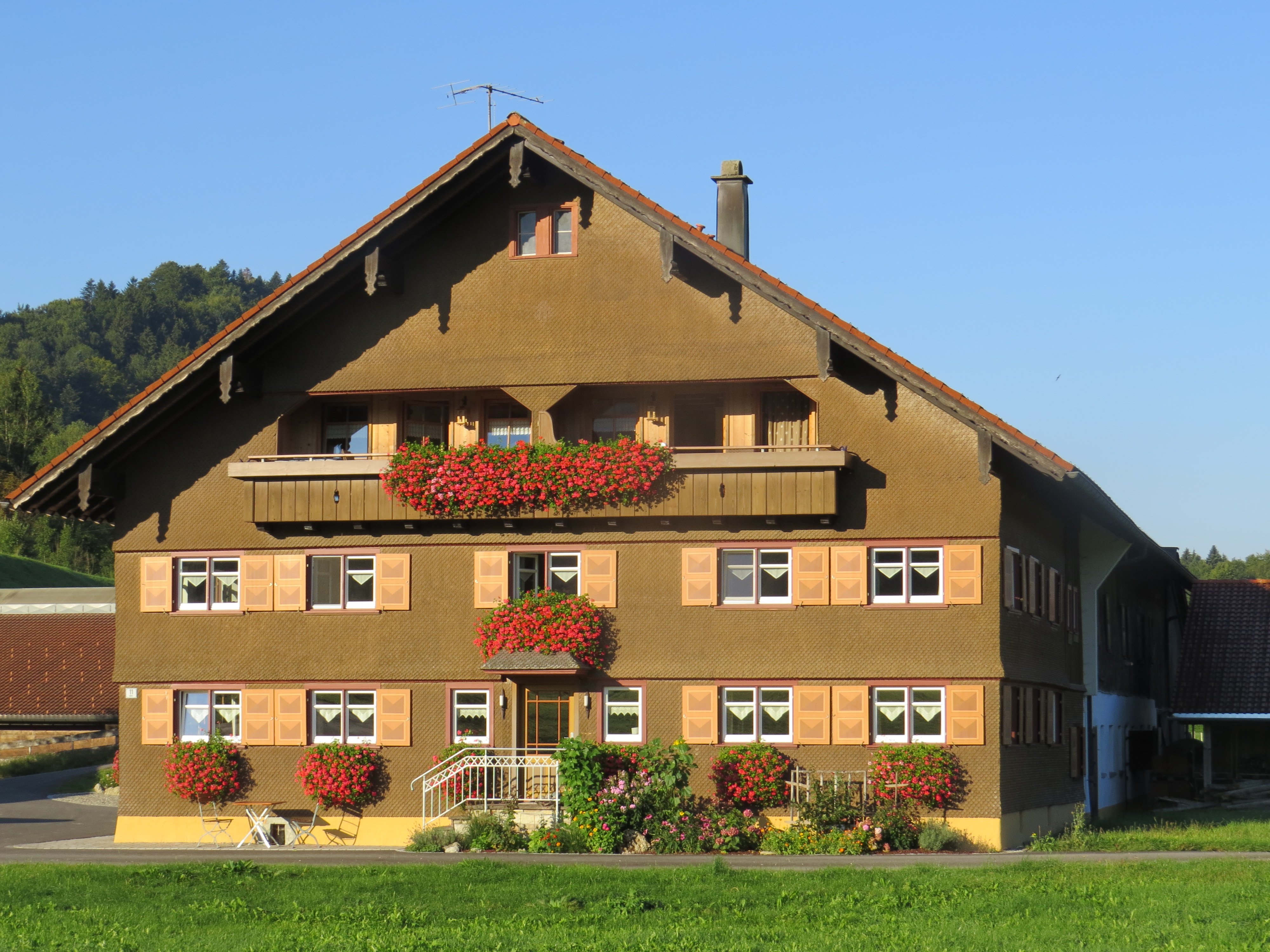
Baudenkmal in Höfen

Höfen (mundartlich: Hevə, uf Hevə na) ist ein Gemeindeteil des Marktes Oberstaufen im bayerisch-schwäbischen Landkreis Oberallgäu.

## Geographie
Das Dorf liegt circa zwei Kilometer südlich des Hauptorts Oberstaufen zwischen Weißach und Steibis, teils am Hang. Östlich der Streusiedlung verläuft die Weißach.

## Ortsname
Der Ortsname stammt vom mittelhochdeutschen Wort hof für Ökonomiehof, Inbegriff des Besitzes an Grundstücken und Gebäuden und bedeutet somit bei den Höfen.

## Geschichte
Höfen wurde erstmals urkundlich im Jahr 1349 mit „Hermann der Schultheiß zen Hofen“ erwähnt. 1792 (oder 1771) fand die Vereinödung des Orts statt. 1808 wurden 14 Wohnhäuser im Ort gezählt. Einst gehörte Höfen der Herrschaft Staufen und bis zur Gebietsreform in Bayern 1972 der Gemeinde Aach im Allgäu an.

## Baudenkmäler
Siehe: Liste der Baudenkmäler in Höfen